# ゼネラルモーターズ
ゼネラルモーターズ（英語: General Motors Company）は、アメリカ合衆国の自動車メーカーである。本社はミシガン州デトロイト。略称は「GM」。
20世紀初頭にミシガン州で創業。1930年代から第二次大戦後にかけてアメリカ最大の市場シェアを握り、特に1950年代から60年代には世界最大の自動車メーカーとして繁栄した。70年代以降は輸入車との競争に苦しみ低迷、2009年6月1日に連邦倒産法第11章の適用を申請し倒産、国有化された。2013年12月9日にアメリカ合衆国財務省が保有するGMの株式全ての売却が完了し、国有化が解消された。

## 歴史

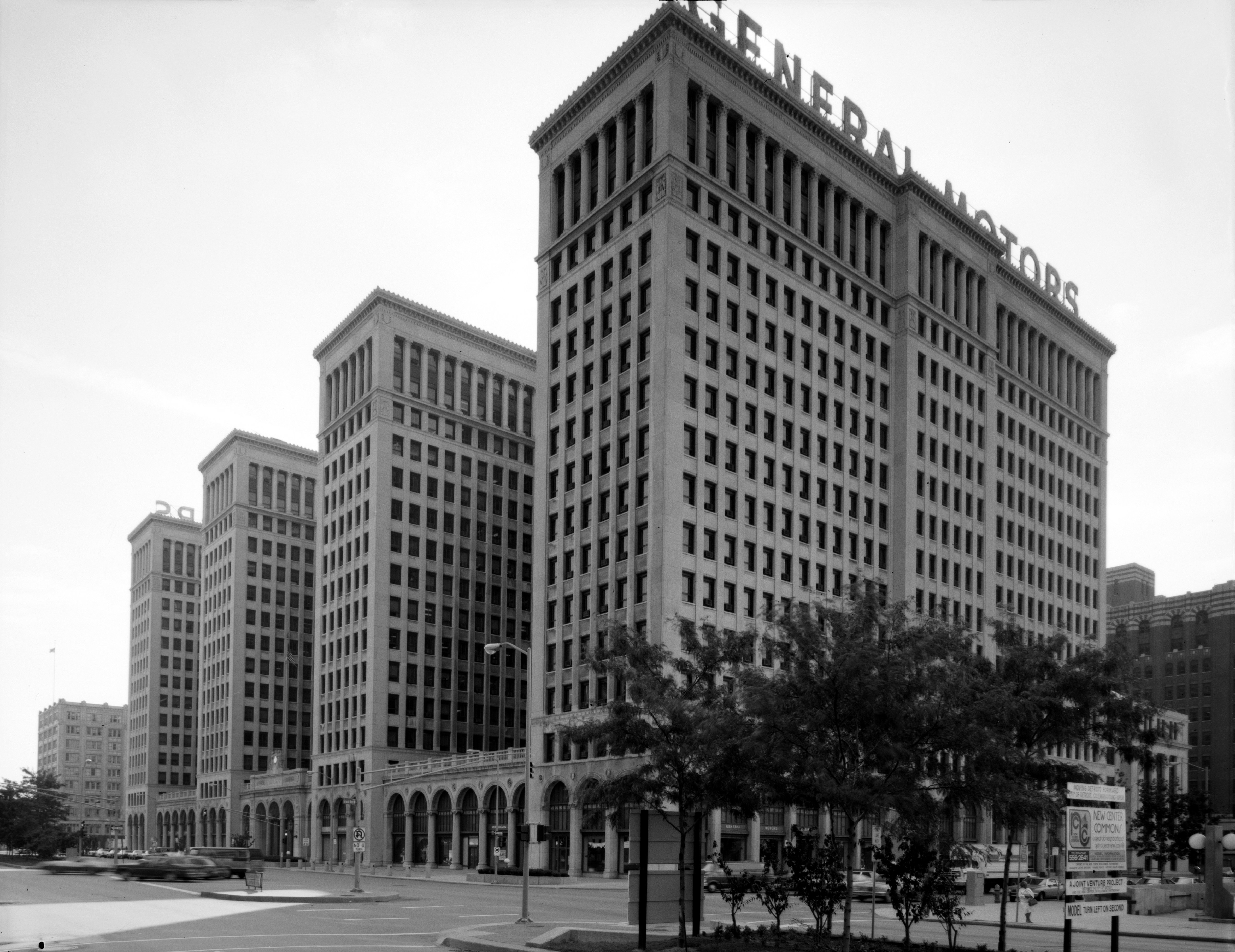
かつてのゼネラルモーターズ本社。1923年に竣工した当時は世界で二番目に巨大なオフィスビルだった。1996年に本社移転した後はキャディラック・プレイスと改称されミシガン州などの庁舎が入っている。アメリカ合衆国国定歴史建造物指定

### 創成期～第二次世界大戦まで
1908年9月16日に、ウィリアム・C・デュラントがミシガン州フリントで組織した持株会社がゼネラルモーターズである。ビュイック・モーター（1903年創業）の経営を1904年に任されたデュラントは、社長としてビュイックを全米有数の自動車メーカーに育て上げた。デュラントはゼネラルモーターズ創設後、1908年末にオールズモビルを買収し、翌年にはキャディラック、エルモア、オークランド（後のポンティアック）などを買収してGMの一部とした。その後もGMはミシガン州周辺のトラックメーカーを次々買収するが、買収費用がかさんだことにより100万ドルの負債を抱えるはめになった。1910年、デュラントはGMの支配権を失い、バンカーズ・トラストが会社の支配権を握った。
デュラントはその後シボレーの創立（1911年）に関わり、GMの株を買い戻して1916年には社長に返り咲き、シボレーを翌年GMの一部とした。彼の復活の背後には、1914年に最初の投資を行って以降、1950年代までGMに関与し続けたデュポン社の社長ピエール・S・デュポンがいた。
1920年にピエール・S・デュポンはデュラントを追い出してGMの実権を奪い、社長として擁立したアルフレッド・スローンの経営によって現在に繋がる経営基盤が確立され、政争に揺れたフォードを抜いて世界最大のメーカーとなった。商品方針は「どんな予算でも、どんな目的でも」。このために複数のブランドを所有し、北米では最下段にシボレー（1990年からサターンがシボレーとは別にベーシックブランドとして登場した。また、ジオというブランドが最下層として存在した時期があった）を、最上段にキャディラックを位置付け、シンプルでベーシックなフォード・モデルTしか作らなかったフォード車に対して、スタイリッシュで、パワフルで高級感のある商品を揃えるという巧妙なマーケティング戦略や、1919年に設立されたGMACの金融サービスによるオートローンやクレジットで消費者を惹きつけ業界シェアナンバー1を維持し、フォードを突き放した。なおフォードは当初顧客にローンを組ませるという販売方法を拒み、1920年代の後半にようやく似たようなクレジットサービスを提供したが、「フォード・クレジット」というGMACのような信販会社が設立されたのはずっと後の1959年であった。
1920年代から1930年代にかけてGMはバス製造会社イエローコーチを買収し、グレイハウンド社の創設を手助けした。またGMは1936年に石油会社スタンダード・オイル・カリフォルニア（のちのシェブロン）やタイヤ会社ファイアストンと共同で「ナショナル・シティ・ラインズ」を創設し、1950年までに全米各地の路面電車会社や電鉄会社を買収し、これをバス運送に置き換えていったが、これは後に自動車関連各社による鉄道縮小の陰謀として非難を浴びた（陰謀論の詳細と正確性についてはアメリカ路面電車スキャンダル、パシフィック電鉄を参照）。
初期のフォードは1つの車種（フォード・モデルT）だけを世界中で大量生産したが、一方でGMは初期から各々の地域毎に多種多様な車種を供給し、そのために南北アメリカ、ヨーロッパ、アジア、オーストラリアなど世界中に生産拠点を設けた。1925年（大正14年）のアジアを視野に入れたフォード社日本進出に続き、1927年（昭和2年）から1941年（昭和16年）まで、大阪（現在の大阪市大正区鶴町1丁目、大阪市営渡船船町渡船場付近）に日本法人日本ゼネラル・モータースを設立。シボレー車のアジア向けノックダウン生産および、販売サービスをおこなった。昭和初期の日本国内は、GMのシボレー車とフォード車の独擅場だった。
同じく1925年にはイギリスのボクスホールを買収、1929年3月にはドイツのオペルを80%買収、3年後の1931年には100%とし、さらにオーストラリアのホールデンも傘下に収める。オペル買収でドイツでの自動車製造を利益の大きな重要事業とみていたが、ナチス台頭後オペルは一旦GMの支配を離れた。子会社ボクスホールなどを通じて戦車など軍用車両を製造し、第二次世界大戦下で連合軍を支えたが、一方でオペルはナチスの欧州侵攻を支えた。GM首脳グレアム・K・ハワードやジェームズ・D・ムーニーらはナチスに個人的に深くかかわり、ムーニーは戦争前にヒトラーから受勲するなどしている。1948年11月GMは再びオペルを支配下に置く。
GMは航空機製造にも関心を示し、1930年にフォッカーの子会社アトランティック・エアクラフト・コーポレーション・オブ・アメリカを買収しゼネラル・アビエーション部門とし、1933年にはノースアメリカンを買収してノースアメリカンを存続企業としたが、1948年に株を公開し、F4Fワイルドキャット戦闘機のライセンス生産後は航空機には携わっていない。
第二次世界大戦中にはM3サブマシンガンやFP-45などの銃器を製造していた。

### 第二次世界大戦後～1990年代
戦後、1950年代にはGMはアメリカ最大の会社となり、1953年には社長チャールズ・E・ウィルソンはアイゼンハワー政権の国防長官となり、副社長のハーロー・カーティスが社長に就任した。カーティスの下で、1955年12月末には、GMはアメリカで最初に年10億ドル以上を稼ぐ企業となった。
1959年、GMの大型建設機械部門であるユークリッド・トラックスが生産するホウルトラックや造成用機器が市場を独占し反トラストを疑われアメリカ合衆国司法省長官ウィリアム・ピアース・ロジャースの号令の下クレイトン法違反で告発される。8年続いた裁判の末、GMはユークリッドブランドの売却に合意し、アメリカ国内での建設機械販売を1968年から1972年の4年間禁止された。この訴訟の裏でGMは新たに建設機械部門Terexを設立、判決に違反しない様、売却を免れていたカナダとスコットランドのユークリッドの工場でトラックの生産を行い、これらにテレックスのブランド名を付けて販売するバッジエンジニアリングの様な手法でこの4年間をしのいだ。
1970年代以降、オイルショックによって小型車の需要が高まると、それまでアメリカ国内で開発して来た小型車（コーヴェア、ヴェガ等）をオペル、いすゞ等の開発協力を得たモデル（『Tカー』、『Jカー』等）に代替するなどの販売戦略の転換が進められたが、品質と生産性の悪化が顕著となり、1981年から1990年まで会長職にあったロジャー・スミスの下、さまざまな取り組みが進められた。1984年にはトヨタ自動車との合弁会社『NUMMI』を設立し、QCに関するノウハウの吸収に努めたほか、アメリカ国内の工場のリストラ、労働条件の引き下げといった生産性を向上する取り組みにも着手した。日本車やドイツ車のコンセプトを模倣したサターンや高度にロボット化された工場の失敗などはあったものの、1990年代初頭には一定の成果を見せるようになった。また、1990年代を通じたアメリカの好景気は、フルサイズSUV・ピックアップトラックなどの需要を生み出し、アメリカ国内のシェア低下には歯止めが掛からなかったものの、高い利益率は好業績を維持することに貢献した。
1996年にGMは、デトロイトのウォーターフロントに建つ再開発ビルであるルネサンス・センターを買収し、従来の本社ビルであったキャデラック・プレイスから世界本社を移転した。

### 2000年頃～2008年
2000年頃からは環境保護問題の高まりなどの外部環境の変化を受け、消費者の嗜好は再び燃費の良いサブコンパクトカーやハイブリッドカーにシフトしたが、GMは時代の流れに逆行し高い利益率のフルサイズSUV・ピックアップトラックに集中し続け、むしろ小型車部門のジオは整理・縮小させる方向にあった。
また2001年のアメリカ同時多発テロ事件直後に販売量が落ち込んだ際には、生産量を落とさない方針を採ったため次第に在庫が増加。在庫を捌くために販売店へのインセンティブの上乗せや値引き販売を激化させる悪循環に陥り、2005年までに企業収益は一気に悪化した。過去の従業員の退職年金や医療費負担なども財務を圧迫し続け、格付け会社からは社債を「投資不適格」にランク付けされるに至り株価は低迷、株式投資会社の介入を招く事態にもなった。部品調達で密接な関係を持つデルファイ・コーポレーションが経営危機を迎えた際にも、直接救済する体力は無かった。
2005年以降は、提携先の株式の処分も進められている。10月には、資本提携していた富士重工業（当時）株をトヨタ自動車へ売却、2006年にはいすゞ自動車株を売却し資本提携を解消、2006年3月には、スズキ株の大半を売却し、2008年11月18日付で資本提携を完全に解消した。こうした株式の処分は特別利益となり経営体質の改善に直結するが、一方でGMの伝統である、地域毎に多種多様な車種を生産し融通し合うという特徴（サブコンパクトカーの開発・生産はスズキやいすゞが担った）を薄めることであり、今後の商品開発力低下を危惧する見方もある。
2006年7月には、カーク・カーコリアン率いる投資会社・トラシンダから、ルノー=日産アライアンスとの提携を推奨され協議に入ることが大々的に報じられたが、GM首脳部には提携の意志はなく、同年10月中に破談し交渉は終了している。
2007年の自動車販売台数は、トヨタ自動車グループと僅差で世界一（937万台）であったが、ガソリン価格の高騰、サブプライムローン問題に端を発する世界金融危機の影響で、北米での売上が大きく落ち込んだ。その結果、2007年度決算で3兆円という途方もない額の赤字を生むこととなった。また、2008年上半期には約77年間も守り続けた販売台数世界一の座もトヨタに明け渡した。
GMは巨額の年金・退職者医療の債務を抱え、債務超過に陥り、株主配当も停止され、金融市場から債券発行による資金調達も困難な状態にあった。GMの純損失額は2005年105億6700万ドル、2006年19億7800万ドル、2007年387億3200万ドルであった。
2008年第1四半期から第3四半期までの財務データは、売上高1186億ドル、営業損失139億ドル、純損失213億ドルであり、第3四半期終了時点で、負債総額は1703億ドル、CDS残高2000億ドル、債務超過額599億ドル、手元資金162億ドル（3ヵ月のうちに50億ドル減少）であった。2008年第3期の売上高は前年同期比13%減の379億4100万ドルであった。
2008年10月のGMの新車販売台数が前年同月比45%減になる状況の中、10月31日に米国財務省はGMとクライスラーの合併に必要なリストラ費用100億ドルを、2008年に成立した緊急経済安定化法から支出することを拒否し、GMはクライスラーとの合併協議を中断した。格付会社S&Pは、GMの格付けを「B-」から「CCC+」に格下げし、見通しもネガティブとした。
2008年11月11日には株価が2.75ドルと1943年以来65年ぶりの安値になった。11月のGMの新車販売は2ヶ月連続の4割減、-41.2%だった。
GMは、フォードとクライスラーと共に、アメリカ連邦政府に金融支援を含んだ自動車業界救済法案の採決を求めたが、金融支援をうけるのに必要な経営再建策に具体性がないことなどを理由として、議会は11月に採決を行わなかった。
そこで、GMら3社は、12月1日に経営再建策を議会に送付し、上院と下院で公聴会が開かれた。下院は自動車業界救済法案を12月10日にまとめ本会議で可決したが、選挙前の勢力分布で伯仲していた上院では、修正案を採決にもっていくための投票で必要な60票がとれず、12月11日に廃案となった。
議会での自動車業界救済法案の不成立を受けて、ついにブッシュ大統領が介入し、12月19日に、緊急経済安定化法の成立で運用が始まった不良資産救済プログラム（TARP）7000億ドル分のうち、議会承認済みの3500億ドルの中で未使用であった150億ドルを活用して、GMに134億ドル、クライスラーに40億ドルの合わせて174億ドルのつなぎ融資を実施することを決定した。実際に、GMには2008年12月31日に40億ドル、2009年1月21日に54億ドル、2月17日に40億ドルの3段階に分けた合計134億ドル、クライスラーには2009年1月2日に40億ドルの、総額で174億ドルのつなぎ融資が実施された。

### 経営破綻と国有化
オバマ政権発足後も危機は継続し、2009年2月20日には、子会社のサーブ・オートモービルがスウェーデン政府からの公的支援を拒否されたこともあって事実上の経営破綻に追い込まれた。
2009年4月には、アメリカ政府は新たにGMに50億ドル、クライスラーに5億ドルの合わせて55億ドルのつなぎ融資を実施することを決定し、実際に4月末にクライスラーへの5億ドルの融資が実施された。
しかし会社側と債権者の債務削減交渉が5月26日深夜にまとまらず、翌27日に交渉の打ち切りが発表された。結果、米政府が支援を継続する条件を満たせなくなる見通しが強まり、この影響により29日のニューヨーク株式市場ではGM株価が急落し0.75ドルで取引を終え、1933年以来76年ぶりに1ドルを割り込む形となった。
2009年6月1日、GMは連邦倒産法第11章（日本の民事再生手続きに相当する制度）の適用を申請した。負債総額は1728億ドル（約16兆4100億円）。この額は製造業としては史上最大である。同時にアメリカ政府が60%、カナダ政府が12%の株式を保有する、事実上の国有企業として再建を目指す事になった。
ニューヨーク証券取引所は、GMの連邦倒産法第11章の申請を受け、2009年6月2日の取引開始前から同社株を売買停止・上場廃止とした。ティッカーを「GM」から「GMGMQ」に変更した。これを受けてダウ・ジョーンズは、同社が算出・公表する「ダウ工業株30種平均」構成銘柄からGMを除外した。同年6月3日には生産設備を含む「ハマーブランド」の買収について中国の騰中重工と合意していたものの、中国政府からの承認が得られずブランドは廃止となった。

### 新生GM
2009年7月10日、アメリカ政府が61%、残りを全米自動車労働組合（United Auto Workers、UAW）やカナダ政府などが保有する新会社が設立され、旧GMは社名を「モーターズ・リキデーション・カンパニー」に改称すると共に、新会社に優良資産等を売却する手続（新旧分離）を完了。「新生GM」が正式に発足した。これを受けモーターズ・リキデーション（ティッカー：GMGMQ）の株価は37%急騰し、40日ぶりに1ドルを超えて終えた。なおモーターズ・リキデーションは7月15日にティッカーを「GMGMQ」から「MTLQQ」に変更している（2011年3月31日、「MTLQU」に再変更）。
2010年11月18日、新生GMは旧GM破綻前のティッカー「GM」を引き継ぎ、ニューヨーク証券取引所に上場を果たした。
2013年12月9日にアメリカ財務省は、これまで保有してきたGMの全ての株の売却を完了してGMの国有化を解消した。公的資金として投入した500億ドルのうち、390億ドルは株式の売却で回収し、残りはGMの資産の売却で回収した。
2014年1月、大手自動車メーカーでは初めての女性のメアリー・バーラがCEOに就任
。
2014年2月、GMは大規模なリコールを発表。その後、このリコールに関してリコール隠しの疑惑が表面化した。バーラCEOは同年4月1日に下院エネルギー・商業委員会の公聴会に出席し、破綻以前の2001年の段階で不具合を把握したことを認めて陳謝した。
これは、エンジンが停止してハンドルが動かなくなったり、エアバッグが作動しなくなったりして死亡事故にもつながった欠陥が存在すると知りながら、10年以上も放置していたという悪質なもので、2014年5月16日、運輸省は、制裁金3500万ドルを科した。
この欠陥が原因で13人が死亡しているとゼネラルモーターズは発表している。しかし、ロイターの調査などによると、少なくとも74人が死亡した疑いがあるとされる。ただ、ロイターの調査は、交通事故分析報告システムで、疑わしい事故を調べるという方法のため、正確なものとはならないという指摘されている。ゼネラルモーターズは、この欠陥について経営陣は把握してなかったとして、組織的隠蔽については否定している。2014年6月16日時点で、既に2014年内のリコールだけで30回以上、リコールした台数は2000万台を超えた。
2015年9月17日、リコール問題についてゼネラルモーターズは、9億ドルの罰金を支払うことで司法当局と和解した。
2017年に、ドイツのオペルとイギリスのボクスホールをグループPSAに売却し、欧州市場から撤退した。
2018年9月1日、ディビア・スリヤデバラ副社長が最高財務責任者（CFO）に昇格．GMでは初の女性CFO。
2019年9月16日、全米自動車労働組合はストライキに突入。10月25日までの6週間にわたり約4万8000人がアメリカ各地の約50拠点でストライキを行った。

### 2020年代
2020年2月17日、ゼネラルモーターズは2020年限りでタイ王国でのシボレー車の製造・販売を終了し、また、オーストラリア、ニュージーランド市場で展開していたホールデンブランド車の販売を2021年に終了して、右ハンドル車の市場から完全に撤退することを発表した。タイのラヨーンにあるシボレーの工場は長城汽車が買収することで合意に達したことも併せて発表された。
2020年3月27日、ドナルド・トランプ大統領は、国内に広がる2019新型コロナウイルスによる急性呼吸器疾患への対策として国防生産法を発動、ゼネラルモーターズに人工呼吸器の製造を命じた。
2025年、アメリカ合衆国大統領に返り咲いたドナルド・トランプは、輸入品に対する関税を見直しに着手（第2次トランプ政権の関税を参照）。アメリカ国内の販売台数の約半数をメキシコや韓国、中国などからの輸入に頼ってきたGMは、生産販売体制の見直しを迫られることとなった

。

### 無視された警告
GM北米乗用車・トラック部門担当副社長（旗艦ブランドのシボレー事業部長から昇進。日本風に言えば専務）に48歳でなったジョン・デロリアン（彼が作ったデロリアン・DMC-12は、映画「バック・トゥ・ザ・フューチャー」にも登場している）は財務部門との内部抗争に敗れ退社し、「晴れた日にはGMが見える」（原題:ON A CLEAR DAY YOU CAN SEE GENERAL MOTORS:1979）というインタビュー記録（本人不承認）が出版された。その中で特に強調されているのは外部や内部からの忠告・提言をたとえどんなものであっても拒絶する姿である。
強く印象に残る内容は経営学者・ピーター・ドラッカーがGMを研究した好意的な著書「会社という概念」（1946年）で書かれた「戦後期には組織・事業・目標を見直す必要がある」という穏健な記述に対して起こったGM内部の憤激である。「GMは世界一なのだから、批判はもってのほか」という理屈である。また最上層部（「十四階」）には自動車産業運営の知識と経験と能力がないとも書いている。
ジャーナリストのデビッド・ハルバースタムは『覇者の驕り―自動車・男たちの産業史』（原著、1986年）で、GMをはじめとするビッグスリーが驕り高ぶり、その結果として日本車の攻勢に徐々に破れるも改革を拒む姿勢を描いている。
消費者運動家・ラルフ・ネーダーが『どんなスピードでも自動車は危険だ』（Unsafe at Any Speed）というシボレー・コルヴェアの欠陥を告発した本を出版したときGMから探偵の尾行を付けられ、GMは議会で謝罪する事態になった。あとで分かったのは、この活動は最上層部の承認なしに自動的に行われたということである。GMは批判を色々な手段で抑圧する会社と見られた（ネーダーは極めて禁欲的な人間であり、全く弱みを見つけることはできなかった）。
現在のGMは「それらは昔のGMであり、今のGMとは異なる」という立場をとっている。しかし、2014年に発覚した大規模なリコール隠しにより、税金によって救済されてもゼネラルモーターズの隠蔽体質は変わっていないと批判されている。

## 研究開発

GMテクニカルセンター

GMの研究開発は各部門でも行われるなど様々であったが、1949年からミシガン州デトロイト近郊のウォーレン（北緯42度30分48秒 西経83度2分16秒 / 北緯42.51333度 西経83.03778度座標: 北緯42度30分48秒 西経83度2分16秒 / 北緯42.51333度 西経83.03778度）にエーロ・サーリネン設計の「GMテクニカルセンター」（General Motors Technical Center）の建設を始めて、1955年にアイゼンハウアー大統領も臨席のもとに開所した。
この「テックセンター」は710エーカー（287ヘクタール）の広大な土地にビル38棟があり、2万1000人が働いている。各棟には研究開発（冶金、事務所＆展示）、デザインセンター、ザ・レイク（湖）、技術センター、中央カフェテリア、生産技術（A&B）部門などがある。GM研究開発はここを中心に、他のGM研究施設6か所、科学関係施設6か所、世界の大学、政府関連機関、サプライヤー、パートナーなどとの連携で進めている。

## ブランド一覧

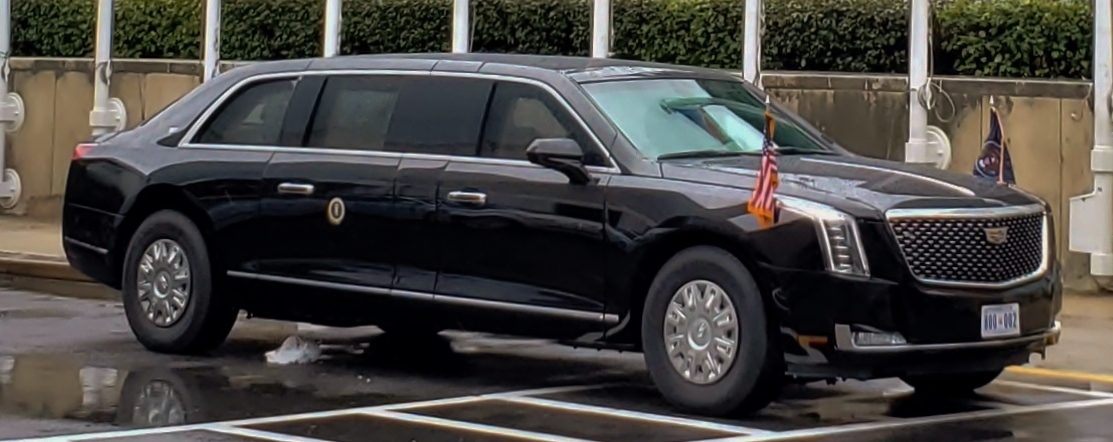
キャデラック・プレジデンシャル・リムジン（アメリカ大統領専用車仕様）

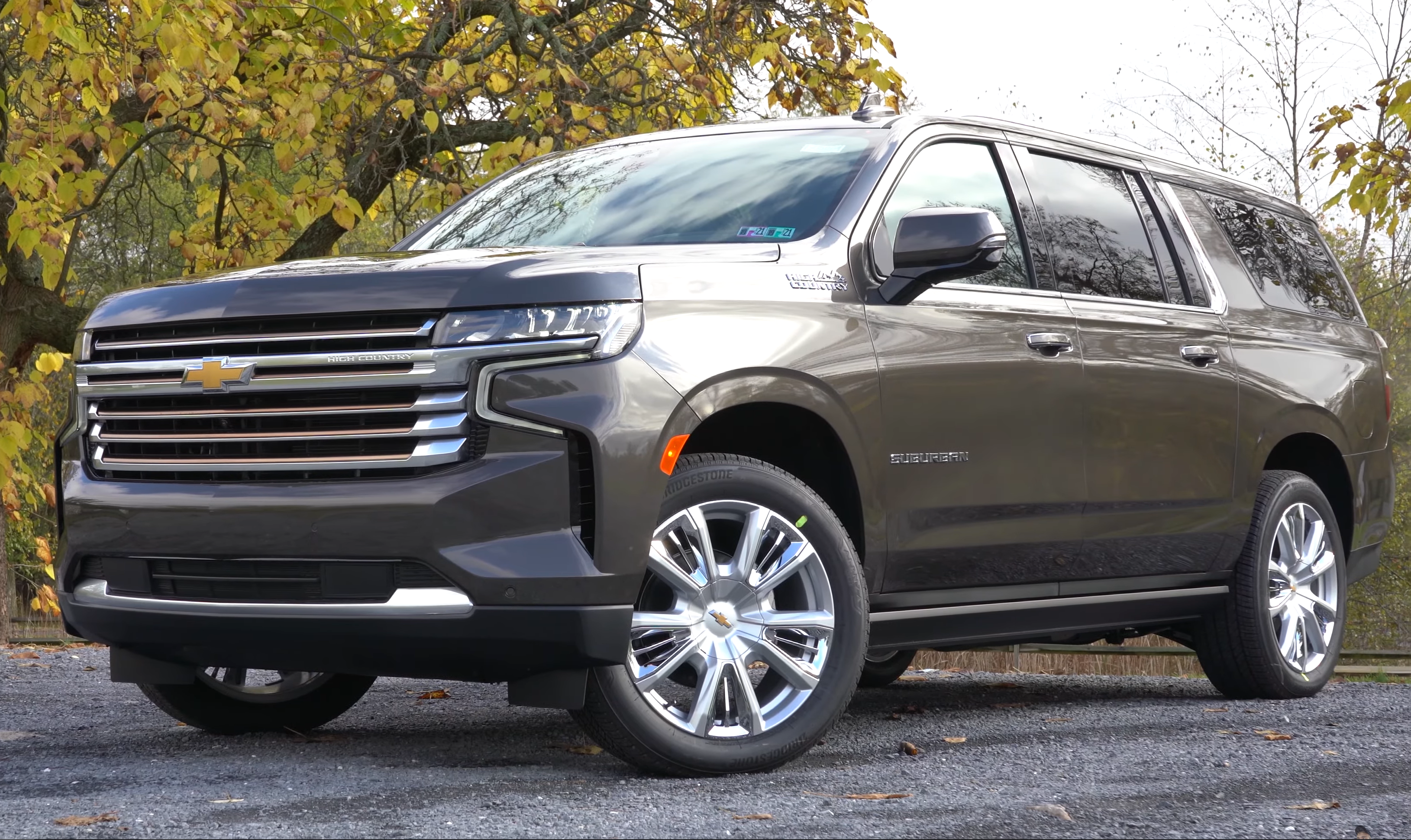
シボレー・サバーバン

### 現行のブランド
- ビュイック（1908）
- キャデラック（1909）
- GMC（1912）
- シボレー（1911）
- 五菱（2002） - 中国市場のみ。上汽通用五菱汽車が製造を行う。
- 解放（2009） - 中国市場のみ。一汽GM軽型商用汽車（第一汽車との合弁会社）が製造を行う。
- 宝駿（2010） - 中国市場のみ。上汽通用五菱汽車が製造を行う。

### 廃止されたブランド
- Welch（1903–1911）
- Rainier（1905–1911）
- Welch-Marquette（see Marquette）
- Cartercar（1905–1915）
- エルモア・マニュファクチャリング・カンパニー（1909–1912）
- Rapid Truck（1909–1912）
- Reliance Truck（1909–1912）
- Welch-Detroit（1910–1911）
- Marquette（1912）
- Peninsular（1912）（see Marquette）
- Samson Tractor（1917–1922）
- Scripps-Booth（1917–1923）
- Marquette（1930）
- オークランド（1909–1931）
- Viking（1929–1931）
- ラサール（1927–1940）
- McLaughlin（1918–1942）
- Yellow Coach（1925–1943）
- Beaumont（1966–1969）
- Envoy（1960–1970）
- Acadian（1962–1971）
- Ranger（1968–1976）
- Bedford Vehicles（1929–1987）
- General Motors Diesel Division（1938–1987）
- Passport（1988–1991）
- アスナ（1993）
- ジオ（1989–1997）
- オールズモビル（1897–2004）
- ポンティアック（1926–2010）
- サターン（1985–2010）
- ハマー（1992–2010）→GMCに移行
- 大宇（DAEWOO、デーウ）自動車→GM大宇（大宇自動車1983-2002、GM大宇2002-2011）→シボレーに移行
- ホールデン（1948-2021） - オーストラリア・ニュージーランド市場のみ

### 売却されたブランド
- Frigidaire（1919–1979） -  White Consolidated Industriesへ売却
- ロータス（1986–1993） - Luxembourgish A.C.B.N. Holdings S.A.へ売却
- サーブ（1990–2010） - スパイカー・カーズへ売却
- オペル（1929-2017） - PSA（現・ステランティス）へ売却
- ボクスホール（1925-2017） - PSA（現・ステランティス）へ売却

## 主なプラットフォームと使用車
これまで1970年代からの「Tカー」「Jカー」の様なグローバル・プロジェクトがあったものの、基本的には北米・欧州の2（オーストラリアを含めると3）極体制でそれぞれの市場に向けた車種の開発・生産・販売を行い棲み分けを図ってきた。近年ではここに韓国が加わり、全世界・全ブランドにおけるプラットフォームレベルでの融合が加速している。
更に、これまでは北米・欧州由来のGM車を生産していたに過ぎなかった第三世界における拠点（ブラジルや中国など）や、車両開発能力がありながら国内（あるいはオセアニア地域）限定の展開に留まっていたオーストラリア（ホールデン）の主導で開発されたプラットフォームやモデルがグローバル市場向けに輸出されるなど、これまでになかった新しい展開も見られる。

### アルファ・プラットフォーム
- キャデラック・ATS
- キャデラック・CTS
- シボレー・カマロ - 6代目

### デルタ・プラットフォーム

#### デルタ
- シボレー・コバルト - 初代
- シボレー・HHR
- サターン・アイオン
- オペル・アストラ-H
- オペル・ザフィーラ-B

#### デルタII
- ビュイック・ベラーノ
- シボレー・クルーズ - 2代目・3代目
- シボレー・ボルト （ハイブリッドカー） / オペル・アンペラ
- シボレー・オーランド
- オペル・アストラ-J
- オペル・ザフィーラ-C
- オペル・カスケーダ

### イプシロン・プラットフォーム

#### イプシロン
- キャディラック・BLS
- シボレー・マリブ
- ポンティアック・G6（英語版）
- サターン・オーラ
- オペル・ベクトラ
- サーブ・9-3

#### イプシロンII
- キャデラック・XTS
- ビュイック・リーガル / オペル・インシグニア
- ビュイック・ラクロス / アルフェオン
- シボレー・インパラ - 10代目
- シボレー・マリブ
- サーブ・9-5

### ガンマ・プラットフォーム

#### ガンマ/GM4300
- オペル・コルサ-C
- オペル・コンボ-C
- オペル・メリーバ-A
- オペル・ティグラ Twin Top B
- シボレー・コバルト - 2代目

#### ガンマII
- シボレー・ソニック/アベオ
- シボレー・スパーク
- シボレー・オニキス
- シボレー・トラックス / オペル・モッカ / ビュイック・アンコール
- シボレー・スピン
- シボレー・プリズマ

### シータ・プラットフォーム
- シボレー・エクイノックス / ポンティアック・トレント（英語版） / スズキ・XL7
- シボレー・キャプティバ / デーウ・ウィンストーム / サターン・ヴュー / オペル・アンタラ

### ラムダ・プラットフォーム
- ビュイック・アンクレイブ
- サターン・アウトルック
- GMC・アカディア

### カッパ・プラットフォーム
- ポンティアック・ソルスティス
- サターン・スカイ / オペルGT / デーウ・G2X

### ジータ・プラットフォーム
- ビュイック・パークアベニュー
- シボレー・カマロ
- ホールデン・コモドア・シボレー・カプリス・ポンティアック・G8

### W プラットフォーム
- シボレー・インパラ - 9代目

### Y プラットフォーム
- シボレー・コルベット

## モータースポーツ
主にツーリングカー・スポーツカーレースを中心に活動している。特にシボレーブランドを用いたものが多い。

### NASCAR

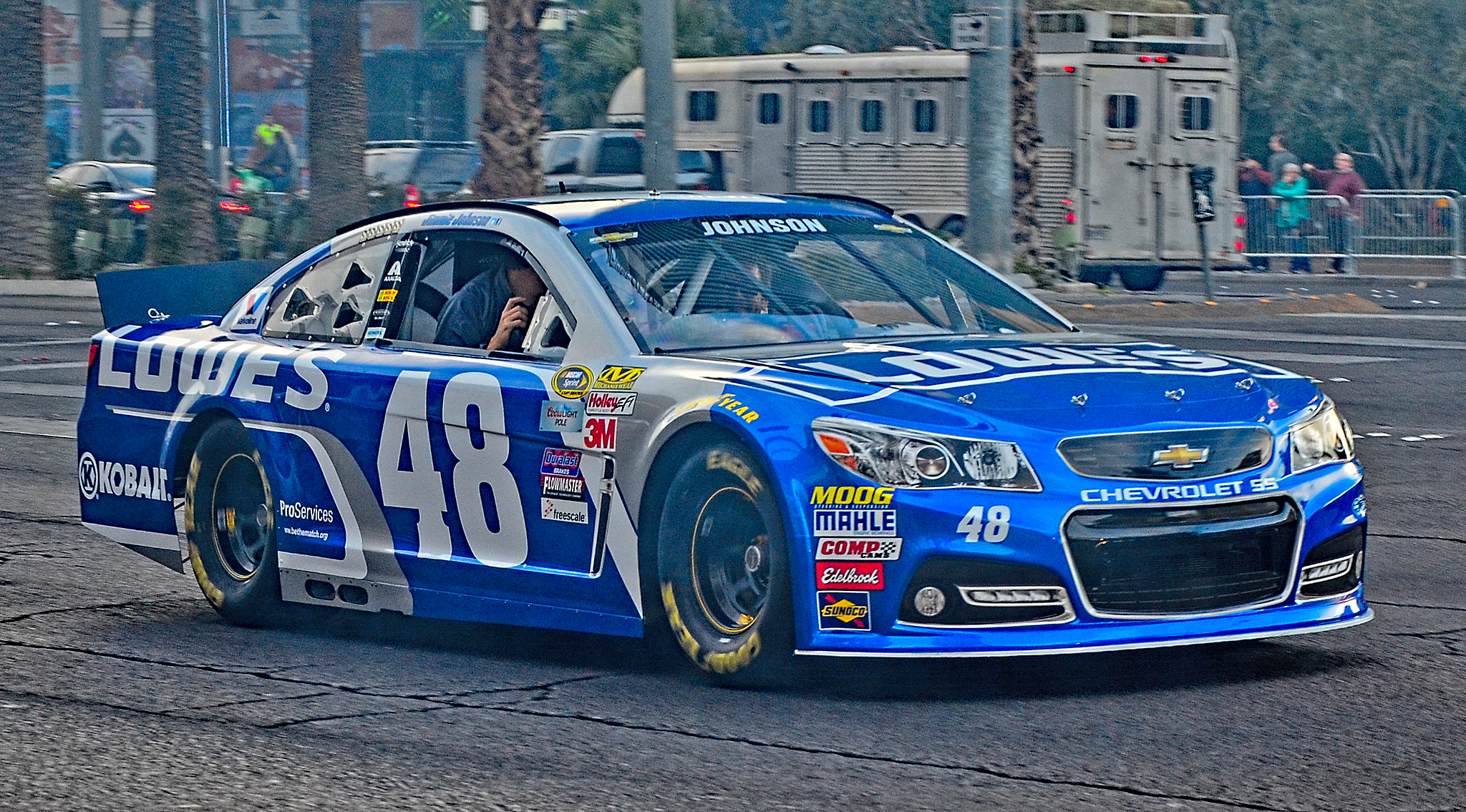
NASCARのシボレー・SS（2017年）

アメリカ国内最高峰のNASCARカップ戦では旧くからオールズモビル、ビュイック、キャデラック、ポンティアック、シボレーなど多くのGMブランド車が勝利・タイトルを獲得しており、中でもシボレーはデイトナ500・カップ戦でフォードを大きく引き離して歴代最多チャンピオンブランドとして君臨している。日系人4世のカイル・ラーソンもシボレーでチャンピオンとなった。2018年現在はヘンドリック・モータースポーツ、チップ・ガナッシ・レーシングといった強豪チームがシボレーで参戦している。なお同レースのシボレーエンジンはヘンドリック・モータースポーツとECR（リチャード・チルドレス・レーシングのエンジン部門）が開発を担当している。

### スポーツカーレース
プロトタイプレーシングカーでは、1965年にセブリング12時間、1969年にデイトナ24時間をシボレーエンジン搭載車が制したのが最も古い記録である。その後は欧州勢の躍進により鳴りを潜めたが、グループC終焉以後に復活。2000年にアメリカン・ル・マン・シリーズ、ル・マン24時間レースに、キャデラック・ノーススターLMPで参戦した他、2012年からグランダム・シリーズにコルベットを模したデイトナ・プロトタイプ（コルベットDP）で参戦し、その後のIMSA スポーツカー選手権も含めて2013年から2016年まで選手権を4連覇した。2017年にDPi規定が導入されると、ブランドをシボレーからキャデラックへとスイッチし、キャデラック・DPi-V.Rで参戦。シャシーは規則によりダラーラとの共同開発で、エンジンはDPiの4メーカー中唯一大排気量自然吸気エンジンを搭載する。このマシンはコルベットDP時代と全く変わらぬ圧倒的な速さで2017年のデイトナ24時間・セブリング12時間・選手権の全てを制覇した。小林可夢偉も2019・2020年と、キャデラックDPiをドライブしてデイトナ24時間を連覇している。また2017年まで存在していたオレカ・FLM09のワンメイクであるLMPCクラスに、シボレーのV8自然吸気エンジンを供給していた。2023年からはLMDh規定のキャデラック・Vシリーズ.Rで、IMSAとFIA 世界耐久選手権に参戦した。
GTカーでは1999年にワークスチームであるコルベット・レーシングを組織して、シボレー・コルベットでル・マン・デイトナ・セブリングに毎年参戦していた。コルベット・レーシングはフェラーリ・ポルシェ相手に全く譲らず、2024年時点ル・マンで9度のクラス優勝を飾った。チームは2023年末で直接のファクトリー運営を終了し、ゼネラルモーターズはグループGT3規定の新型Z06 GT3.Rを使用するカスタマーチームのサポートに注力する。
またPWC（ピレリ・ワールド・チャレンジ）にはシボレー・カマロの他、キャデラックやポンティアックのマシンで参戦している。

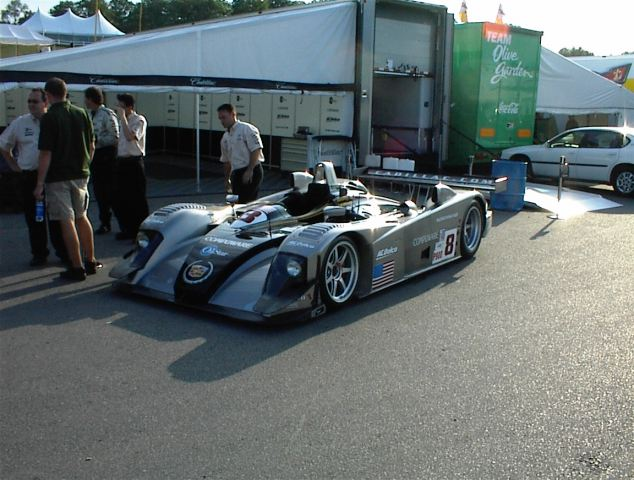
キャデラック・ノーススターLMP（2002年）
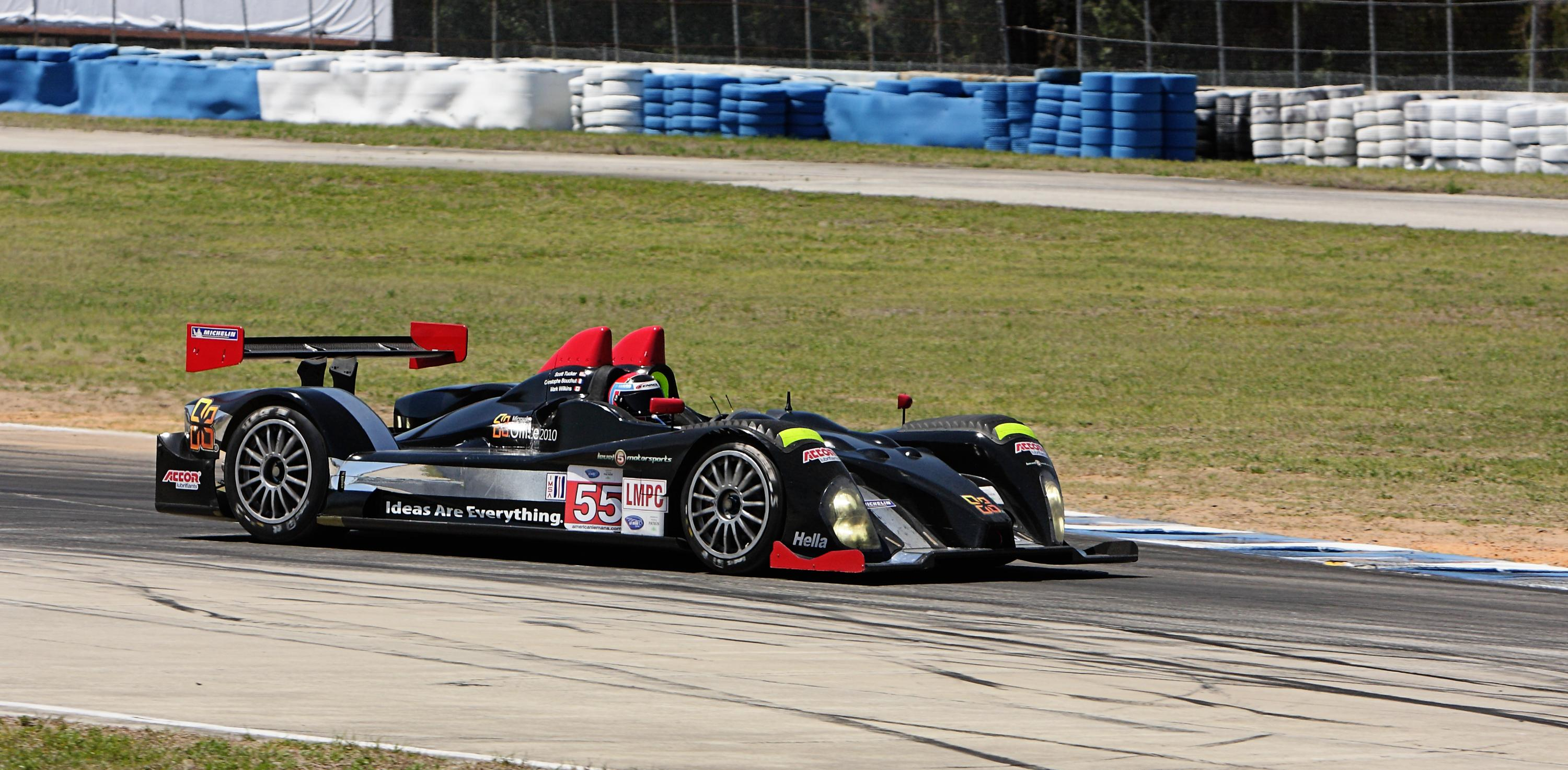
シボレーエンジンを搭載するオレカFLM09（2010年）
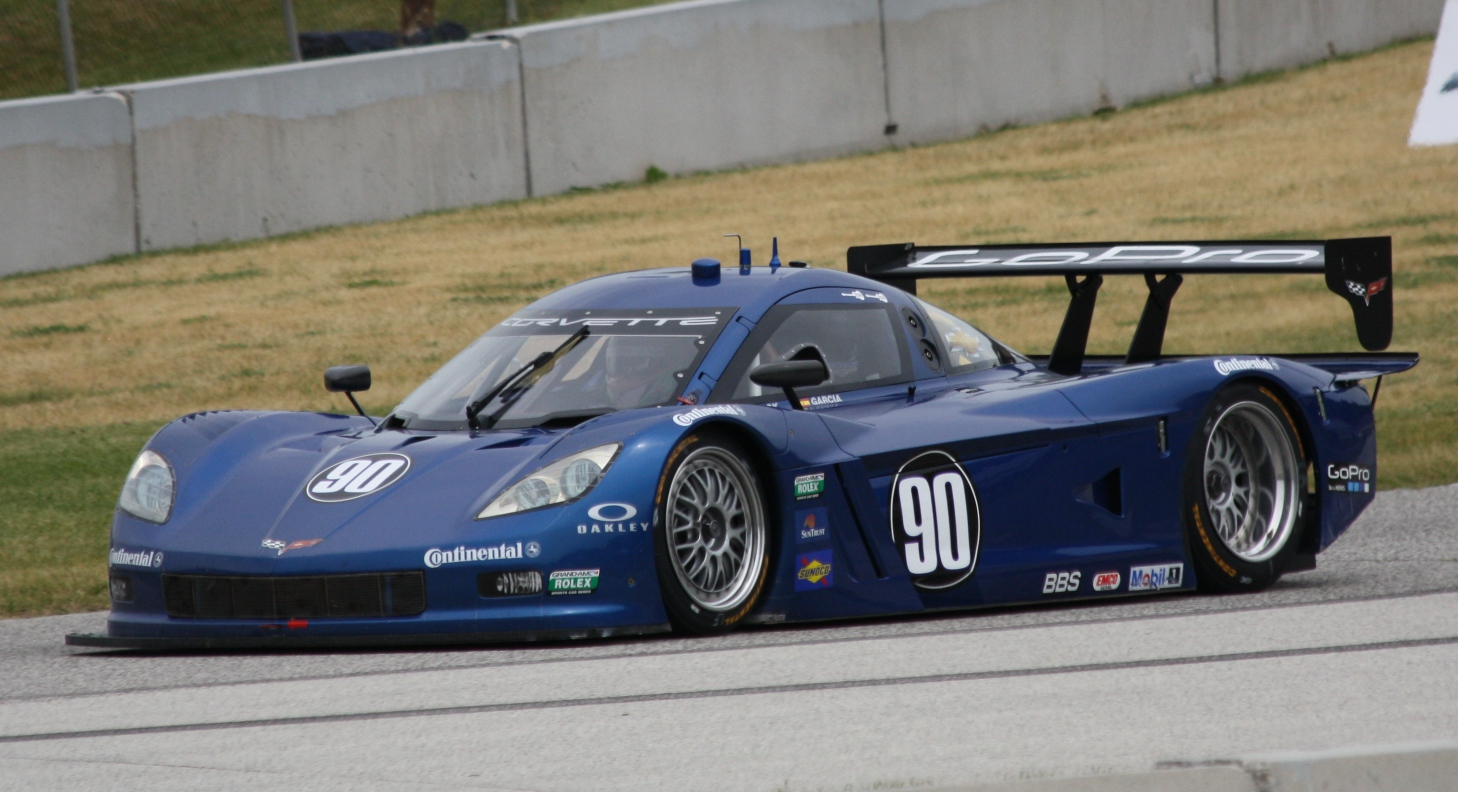
グランダムのコルベットDP（2012年）
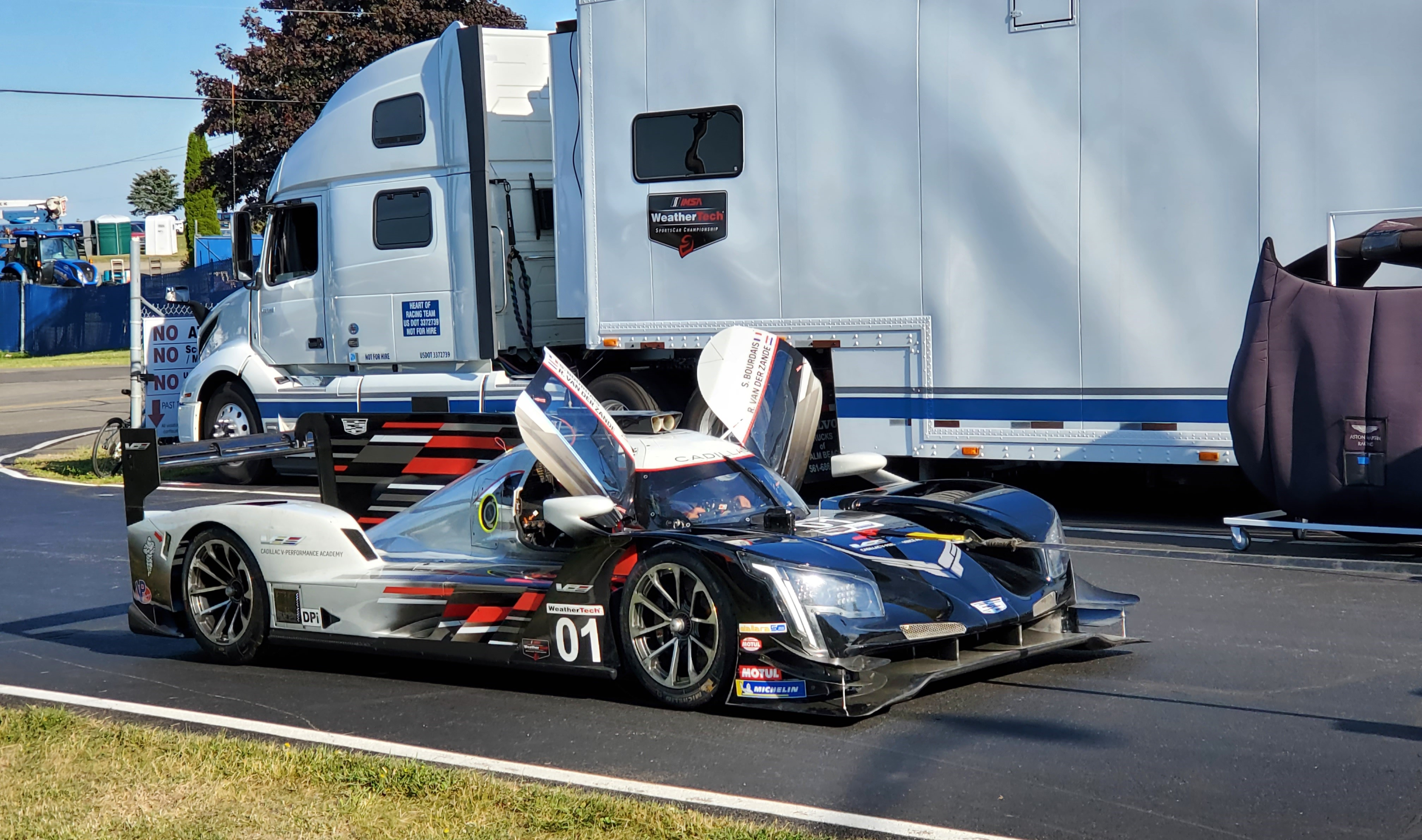
キャデラック・DPi-V.R（2022年）
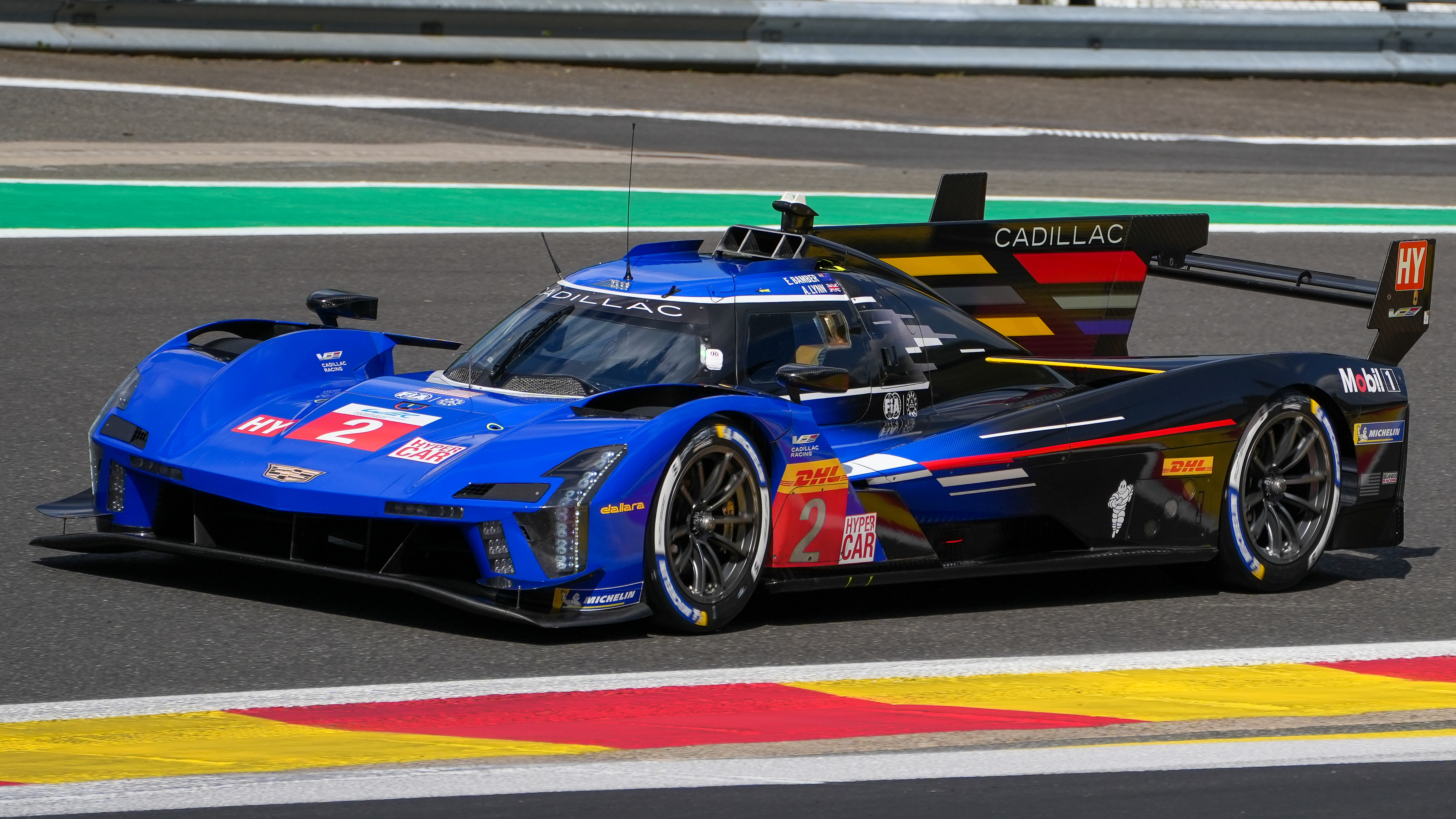
キャデラック・Vシリーズ.R（2024年）
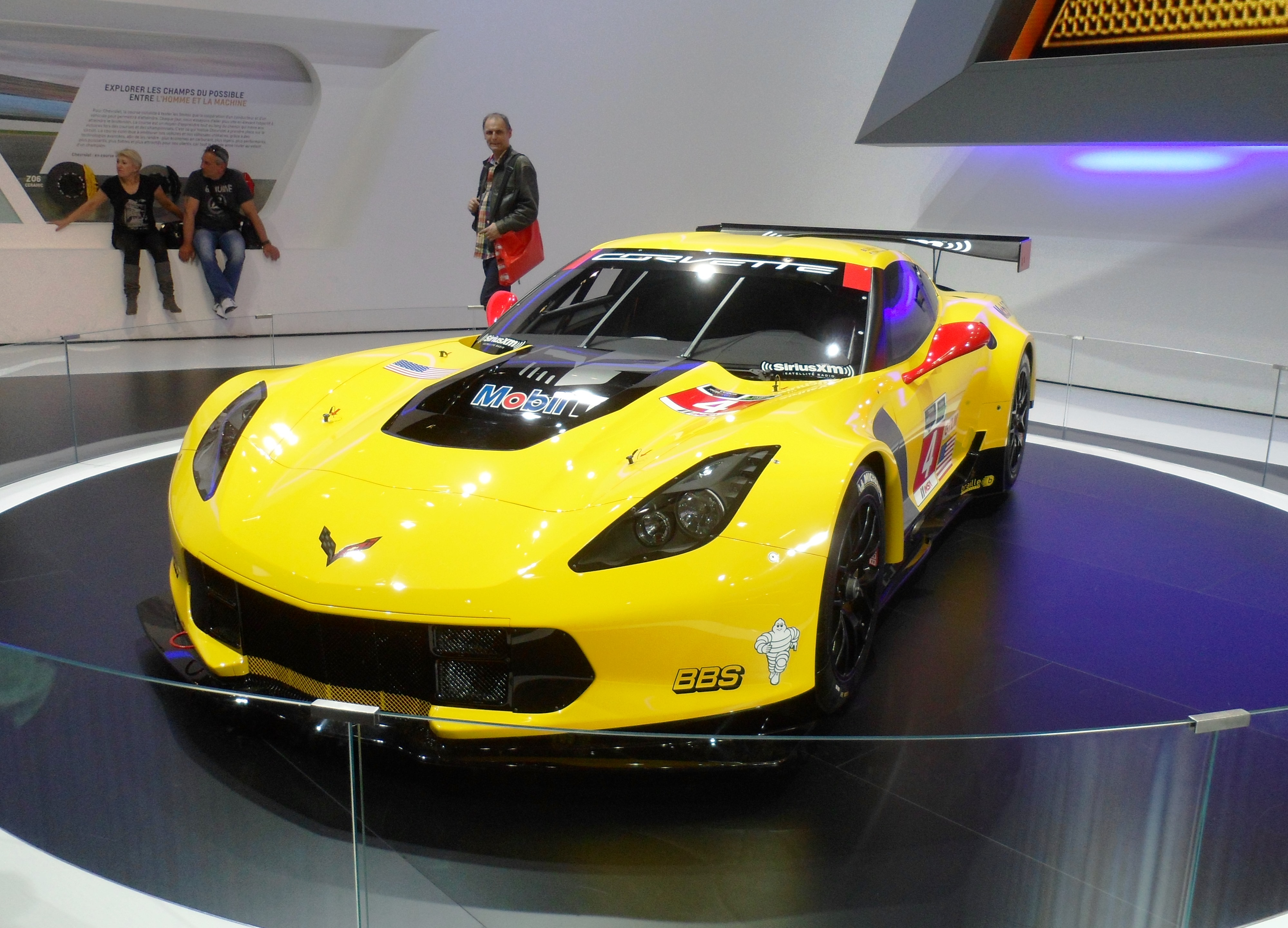
シボレー・コルベットC.7R（2014年）
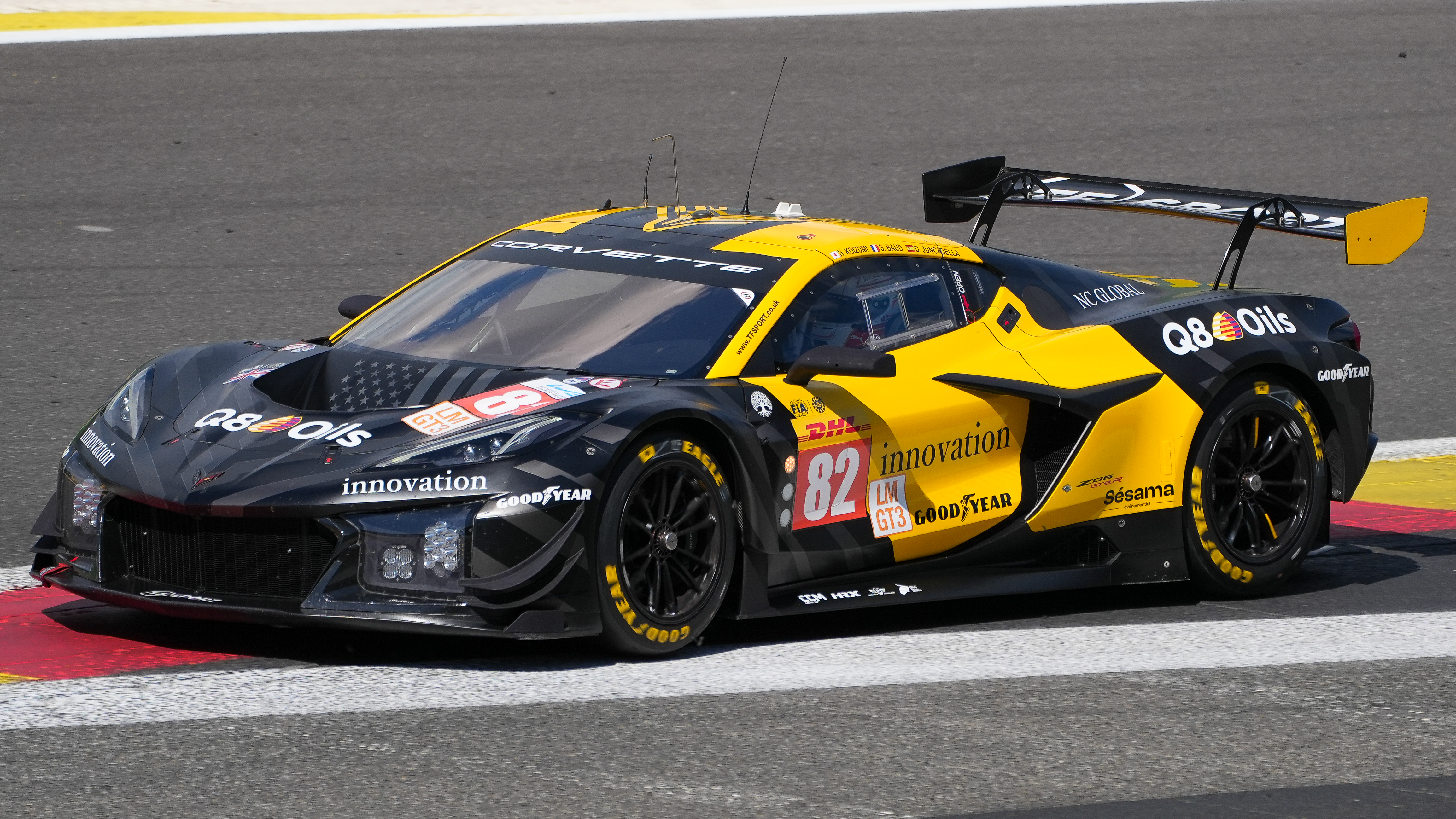
シボレー・コルベットZ06 GT3.R（2024年）

### ツーリングカー
世界各地のツーリングカーレースにも参戦しており、英BTCCにはシボレー・ボクスホール・オペル（後2社は2017年にPSAに売却）、旧ドイツツーリングカー選手権（DTM一期）にはオペル、ストックカー・ブラジルとアルゼンチンのスーパーTC2000、豪州スーパーカーシリーズ（旧V8スーパーカーはホールデンブランド）はシボレーブランドがそれぞれ活躍し、数多のタイトルを獲得している。ストックカー・ブラジルは、当地のシボレーディーラー協会をルーツに持つため、歴史のほとんどがシボレー車のワンメイクである。世界選手権のWTCCにも2005年にシボレーブランドを欧州に復活させた際に参戦を開始、イヴァン・ミュラーとロバート・ハフにより、2010～2012年にドライバー・マニュファクチャラー三連覇を達成した。2013年以降はマニュファクチャラーとしての参戦からは撤退したが、プライベーターのRMLがシボレー・クルーズを開発・供給することで存続し続け、2013年はワークス勢を差し置いてミュラーがドライバーズタイトルを獲得している。
日本のレースカテゴリでは、JTCC（全日本ツーリングカー選手権）やJGTC（全日本GT選手権）にボクスホール・ベクトラとオペル・アストラが、SUPER GTにコルベットが参戦していたが、いずれも大きな戦果を残せずに終わっている。またシボレー・キャバリエのOEMであるトヨタ・キャバリエも、FF車ながらN1耐久（後のスーパー耐久）やJGTCに参戦していた。

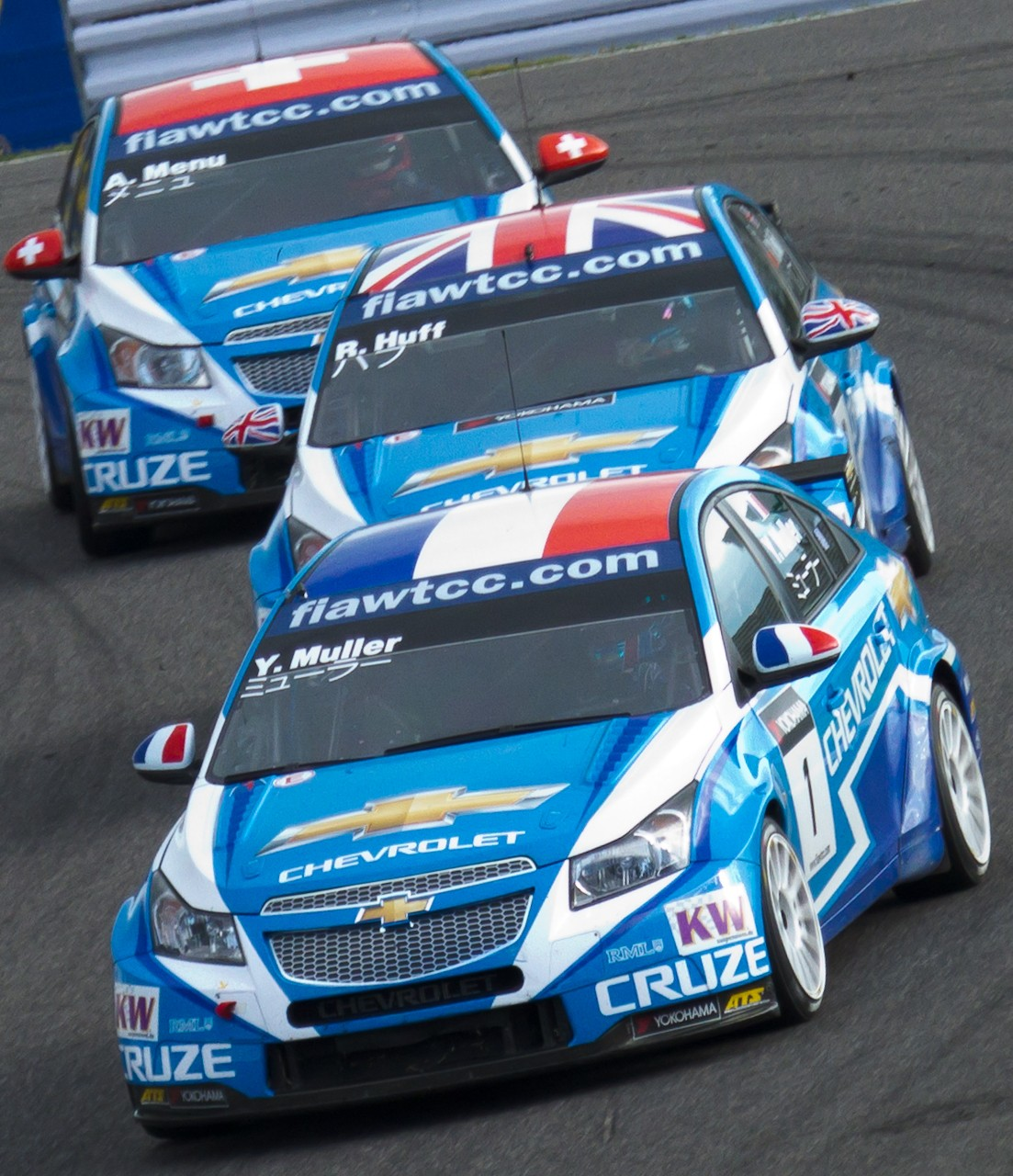
WTCCのシボレー・クルーズ（2011年）
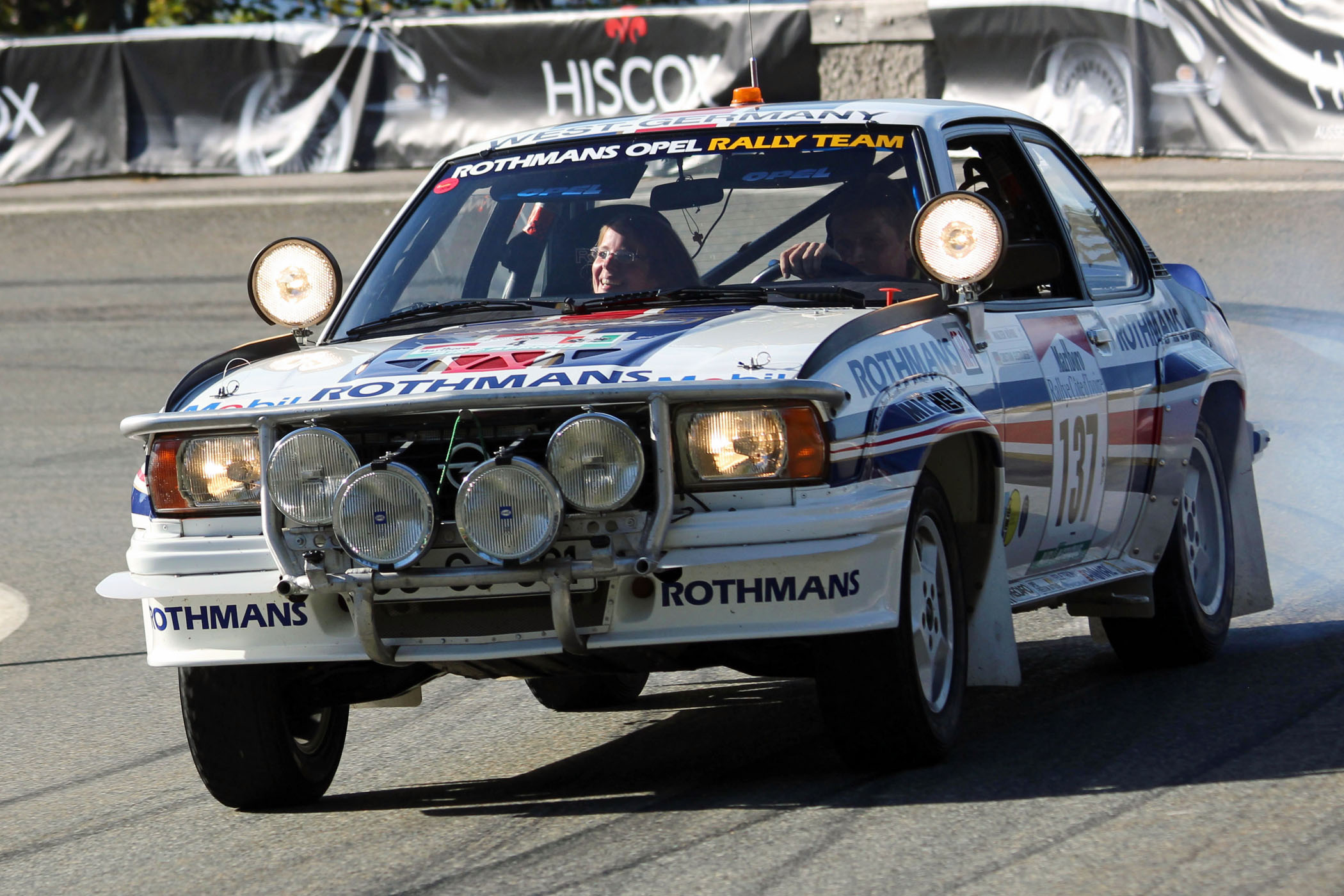
オペル・アスコナ400（1982年型）
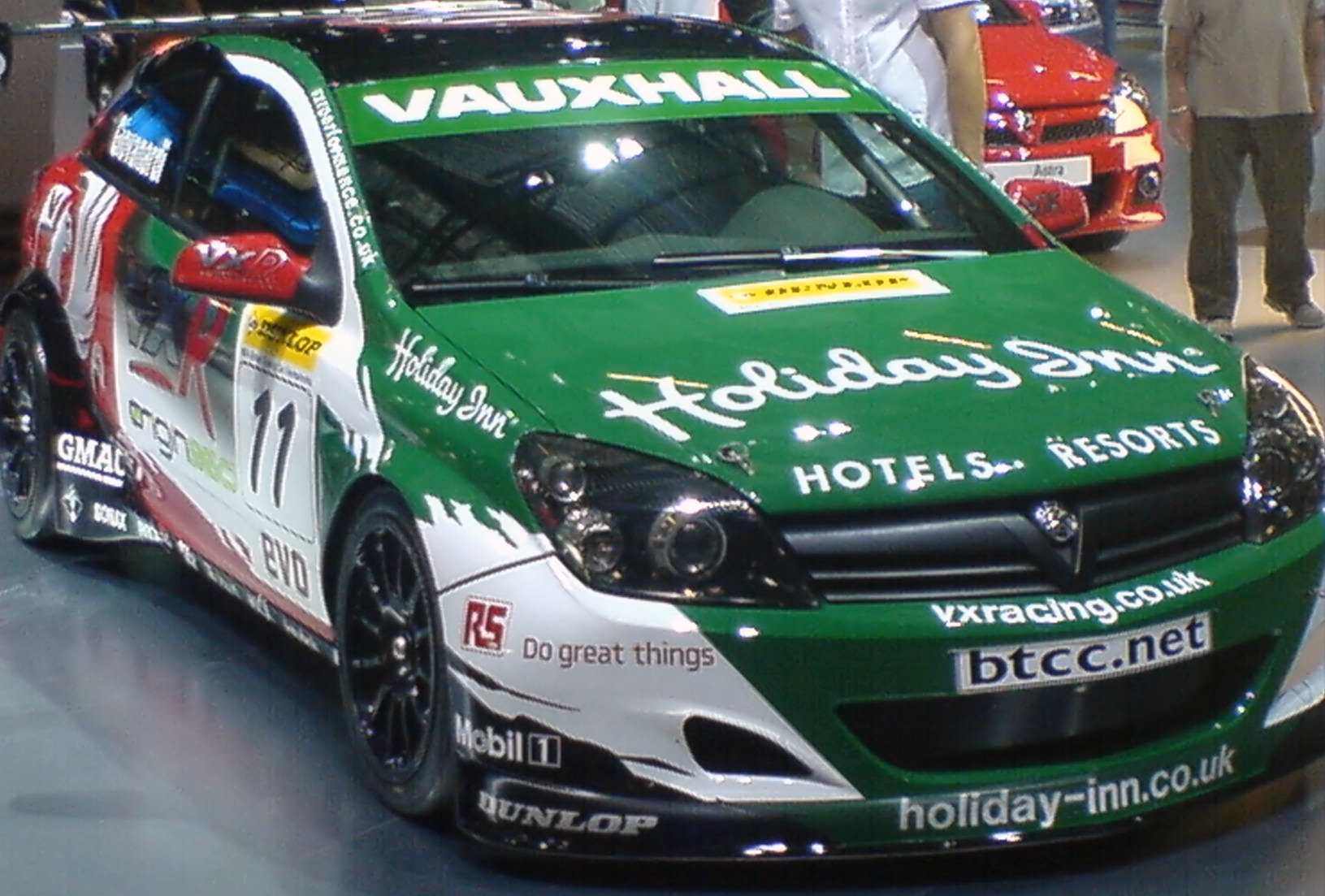
BTCCのボクスホール・アストラ（2006年）
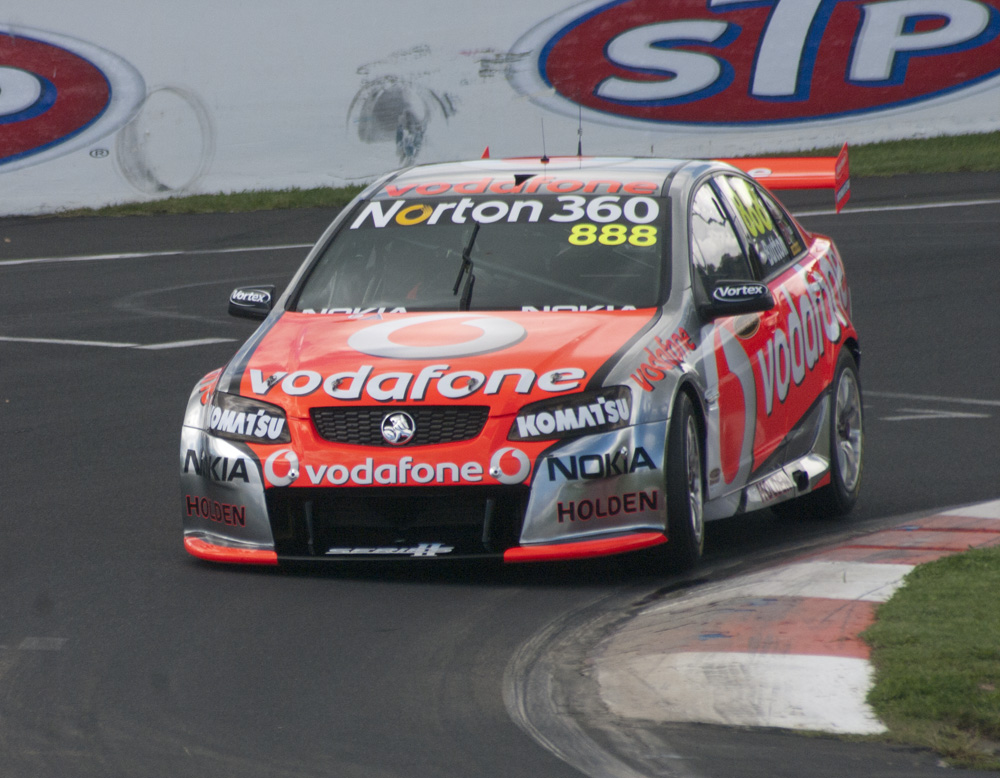
V8スーパーカーのホールデン・コモドア（2012年）

### ラリー
ラリーではグループ4およびグループB時代にオペルがWRCに参戦し、1982年にヴァルター・ロールがドライバーズタイトル、1993年に下位クラスのFIA 2リッターカップを獲得しているが、それ以外はほとんど記録は無く、地域ラリーでもGM車を見ることは滅多にない。他方北米のラリーレイドやオフロードレースではGM製ピックアップトラックがよく見られる。

### フォーミュラカー

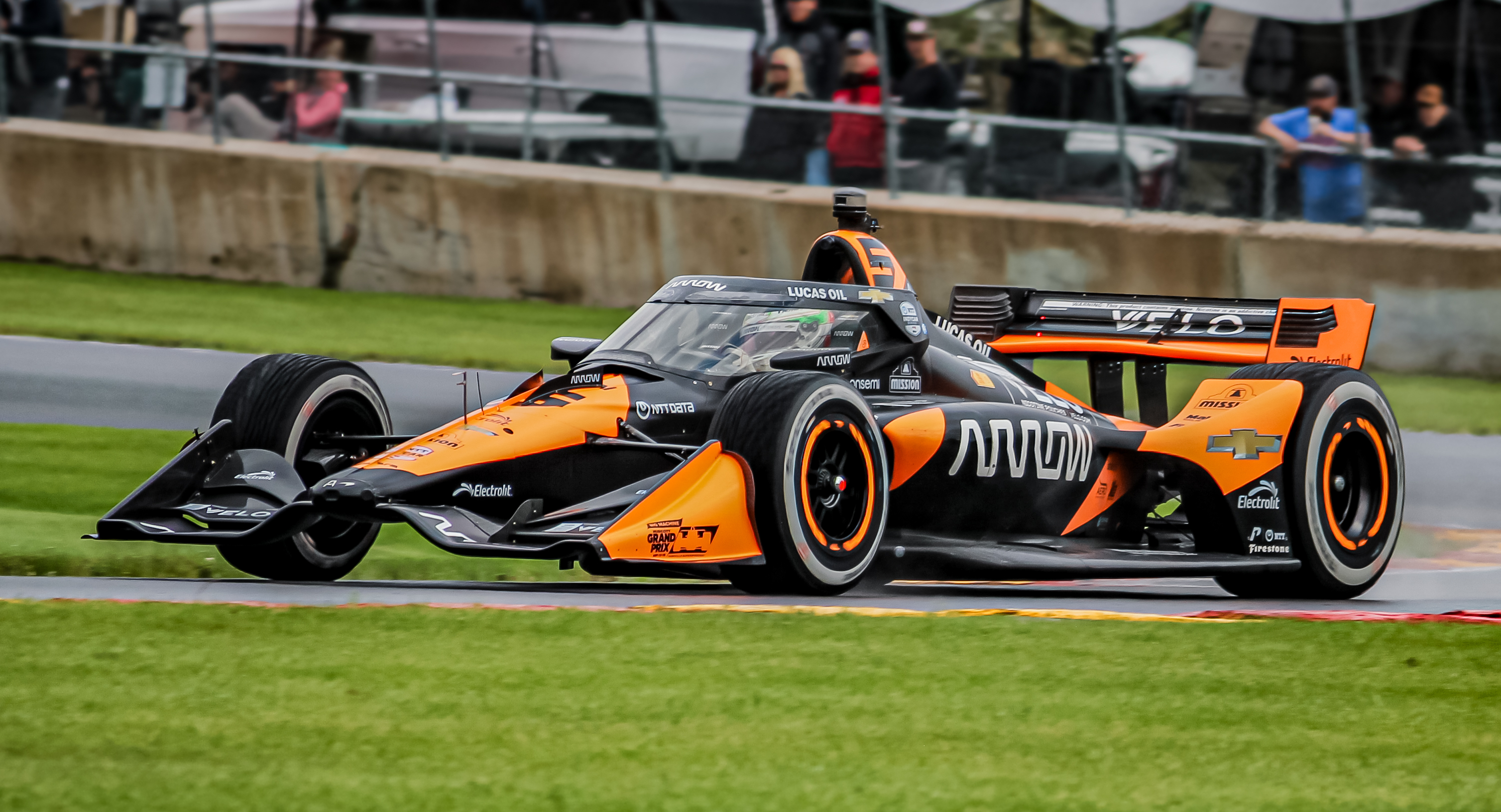
ダラーラ・DW12・シボレー（2024年）

北米オープンホイールの最高峰インディカー・シリーズにたびたび参戦し、1986～1993年にはインディ500で6連勝を飾り、同期間のCARTでも1993年を除いて5連覇を達成している。その後シボレーからオールズモビル（オーロラ）へとブランドをスイッチし、こちらでも1997年から2002年の間インディ500を5連覇している。2005年に撤退したが、V8自然吸気からV6ターボへ切り替わった2012年に復帰（実際の開発はイルモアが行う）。復帰後のチャンピオンシップ獲得数ではホンダを上回っている。
過去にはフォーミュラ5000にエンジン供給していたほか、ジュニアカテゴリのフォーミュラ・シボレー（ブラジル）やフォーミュラ・オペル、フォーミュラ・ボクスホールJr.（ともに欧州）なども運営していた。日本人で初めてマカオグランプリF3優勝・インディ500制覇を果たした佐藤琢磨も、フォーミュラ・オペルとフォーミュラ・ボクスホールJr.の出身である。

### F1
2026年からキャデラックのブランド名（キャデラックF1チーム (en)）でF1に参戦し、2029年からパワーユニット(PU)も自製するフルワークスチームとする予定である。2025年3月にF1及びFIAからの最終承認を受け、F1参戦が正式に決定した。PUの製造会社として「GMパフォーマンス・パワーユニットLLC」を設立し、同年4月にFIAからF1のPUサプライヤーとして承認された。なお、自社製PUが使用可能となるまでの間はフェラーリ製PUを使用する。

## 日本での販売と日本法人
1915年（大正4年）創業の梁瀬自動車（現ヤナセ）が輸入代理店としてGMのビュイック、キャディラックの販売を開始。当時の表記は、ビュイックは『ビウイク号』、キャディラックは『カデラツク号』だった。のちシボレー号も販売開始。
1925年（大正14年）、フォードが日本に進出し、神奈川県横浜市に組立工場を開業した。GMは1927年、大阪市港区（現・大正区）鶴町一丁目（現在の大阪市営渡船船町渡船場付近）に日本法人の「日本ゼネラル・モータース」を設立し、組立工場でのシボレー車の完全ノックダウン生産と販売を行う。フォード同様、日本だけでなく中華民国や満洲国などアジア全体を視野に入れての進出だった。
日本における影響は大きく、全国に渡る自動車販売サービス（販売・整備）網を構築し、以後の自動車販売業界はここから発展したものである。昭和初期の日本国内の中型車市場は、GMのシボレー車とフォード車の独擅場だった。
しかし1930年代中盤には日米間の関係が悪化、1936年（昭和11年）の自動車製造事業法施行により日産自動車や豊田自動織機などの国産メーカーのみに大量生産が許され、発展の余地がなくなり、さらに1941年（昭和16年、大東亜戦争開戦の年）に日本から撤退した。
第二次世界大戦後、再びヤナセが日本市場の販売代理店を長期間つとめる一方、車種によっては西武自動車販売、日英自動車、東邦モーターズ、三井物産オートモーティブもGM車販売に参入していた。
近年の日本法人は日本ゼネラルモーターズ（GMJ）とゼネラルモーターズ・アジア・パシフィック・ジャパン（GMAPJ）の2社体制であったが、2011年（平成23年）に両社は合併し、「ゼネラルモーターズ・ジャパン株式会社」となった。現在はキャデラックとシボレーブランドを販売している。

## 提携関係
- トヨタ自動車 - カリフォルニア州での合弁事業（NUMMI）、燃料電池車の開発など。
- BMW、ダイムラー（現・メルセデス・ベンツ・グループ） - ハイブリッドシステム「2モードハイブリッド」の3社共同開発。
- アフトヴァズ（ロシア） - ロシアでの合弁事業（GM-AVTOVAZ）。ラーダなどを生産。
- ボスホス - オートバイメーカー。自社製のV型8気筒エンジンを供給。
- カノン - 同上。フォード・モーターとともに自社製エンジンを供給。
- グループPSA（旧・PSA・プジョーシトロエン）（現・ステランティス） - 7%の株を保有し、部品の共同調達等を行っている。
- スズキ - 合弁企業「CAMIオートモーティブ」（カナダ）での生産や、スズキがGM大宇への出資を行った。GMはスズキの株式を20%取得していたが、2006年にその持株比率を20%から3%へ大幅に引き下げ、2008年11月18日付で全株をスズキに売却し資本提携を解消した。ただし業務提携関係はSUVや小型車で維持されている[36][注釈 1]。
- 本田技研工業 - 次世代燃料電池システム共同開発、自動運転技術、量販価格帯の電気自動車開発で提携。自動運転技術は事業資金の提供も含め合計3000億円規模を投じて次世代技術を共同開発する[37]。電気自動車開発はGMのUltiumバッテリーを搭載した新たなグローバルアーキテクチャーをベースとする電気自動車の共同開発、次世代バッテリーに関する協業の深化についても検討する[38]。
- 富士重工業（現・スバル）→1999年から提携開始、タイ工場製オペル・ザフィーラをスバル・トラヴィックとして発売。2006年に資本提携解消し、保有株式の一部をトヨタ自動車へ売却。
- フィアット（イタリア）→資本提携解消。後にクライスラーを傘下に収め、「フィアット・クライスラー・オートモービルズ」（現・ステランティス）となる。
- いすゞ自動車→資本提携解消（のち保有株式の一部を伊藤忠と三菱商事、それにトヨタ自動車がそれぞれ取得）。ただし業務提携関係は維持。